# Barão de Jacareí
Barão de Jacareí é um título nobiliárquico brasileiro criado por D. Pedro II do Brasil, por decreto de 31 de dezembro de 1849, a favor de Bento Lúcio Machado.
Titulares
1. Bento Lúcio Machado (1790–1857);
2. Licínio Lopes Chaves (1840–1909).